# Motocross Kids
Motocross Kids är en amerikansk film från 2004 i regi av Richard Gabai, med Lorenzo Lamas, Alana Austin, Dan Haggerty, Robert Thomas Preston, Josh Hutcherson, Alexa Nikolas och Evan Marriott i rollerna.

## Handling
Evan Reed var tidigare en av världens bästa motocrossförare och är numera tränare för sin dotter. När hon lägger av slutar även Evan. En dag ringer en gammal vän upp honom och behöver hjälp. Ett motorcykelgäng ledd av Viper hotar att ta vännens ranch, ranchen där ett gäng ungdomar tränar motocross. Allting avgörs i en motocrosstävling där vinnaren får ranchen.